# Somewhere in Georgia
Somewhere in Georgia er en amerikansk stumfilm fra 1917 af George Ridgwel.

## Medvirkende
- Ty Cobb som Ty Cobb
- Elsie MacLeod
- William Corbett
- Harry Fisher
- Edward Boulden